# Baruch Shmailov
Baruch Shmailov (n. 2 septembrie 1994, Israel) este un judocan ce a reprezentat Israel, medaliat olimpic. A participat la o ediție a Jocurilor Olimpice (2020) în care a câștigat o medalie de bronz.